# Milkyway Image
Milkyway Image (tiếng Trung: 銀河映像 (香港) 有限公司), còn được gọi là hãng phim Ngân Hà, là một công ty sản xuất phim có trụ sở chính đặt tại Quan Đường, Cửu Long, Hồng Kông, do Vi Gia Huy và Đỗ Kỳ Phong đồng sáng lập vào năm 1996. Hãng phim được biết đến thông qua các tác phẩm điện ảnh thuộc thể loại hành động – hình sự – giật gân mang phong cách neo-noir, bắt nguồn cảm hứng từ các bộ phim của nhà làm phim người Pháp Jean-Pierre Melville. Bên cạnh đó, hãng còn có thể sản xuất một số bộ phim thuộc thể loại hài – lãng mạn – chính kịch.
Với những đóng góp to lớn, Milkyway Image được xem là một bước nhảy vọt mới nhằm cứu vãn điện ảnh Hồng Kông đang trên đà suy thoái trong thời kỳ chuyển giao, và hãng phim còn được khán giả quốc tế biết đến rộng rãi.

## Tổng quan
Milkyway Image do hai nhà làm phim Vi Gia Huy và Đỗ Kỳ Phong đồng sáng lập vào năm 1996. Hãng chủ yếu tham gia vào việc cung cấp các dịch vụ sản xuất phim toàn diện cho các công ty điện ảnh, chẳng hạn như dịch vụ tiền sản xuất, quay phim và hậu kỳ sản xuất.
Một số tác phẩm của hãng đều có doanh thu thuận lợi, và các nhà làm phim tại hãng phim này luôn biết cách tạo ra những bộ phim có kinh phí nhỏ và vừa nhằm tiết kiệm chi phí và hiệu quả, mang lại cho các nhà đầu tư điện ảnh một hành trình doanh thu đầy hứa hẹn.

## Đội ngũ
Đội ngũ làm phim của Milkyway Image bao gồm những nhân sự rất đa dạng và có tính tổ chức cao, trong đó có Đỗ Kỳ Phong; đôi lúc ông thường hợp tác với Vi Gia Huy để thực hiện một số bộ phim ăn khách. Ngoài ra, hãng phim này còn hợp tác sản xuất bộ phim với một số nhà làm phim khác như Lưu Quốc Xương, Trịnh Bảo Thụy và La Vĩnh Xương.
Milkyway Image thậm chí còn lập thêm một đội ngũ có tựa là Tổ sáng tác Ngân Hà (Milkyway Creative Team), một tổ đội chuyên viết kịch bản cho các bộ phim trong và ngoài các tác phẩm của hãng phim này. Tổ sáng tác Ngân Hà bao gồm các thành viên chính và cũng là các nhân vật nổi bật gồm Vi Gia Huy, Tư Đồ Cẩm Nguyên, Du Ái Hải, Âu Kiện Nhi và Diệp Thiên Thành.

## Danh sách phim
| Năm  | Phim                             | Tiếng Trung    | Đạo diễn                                                                    | Ghi chú                                                                     |
| ---- | -------------------------------- | -------------- | --------------------------------------------------------------------------- | --------------------------------------------------------------------------- |
| 1996 | Beyond Hypothermia               | 攝氏32度       | Patrick Leung                                                               |                                                                             |
| 1997 | Intruder                         | 恐怖雞         | Tsang Kan-Cheung                                                            |                                                                             |
| 1997 | The Odd One Dies                 | 兩個只能活一個 | Patrick Yau                                                                 | Ghost-directed by Johnnie To.                                               |
| 1997 | Too Many Ways to Be No. 1        | 一個字頭的誕生 | Wai Ka-Fai                                                                  |                                                                             |
| 1997 | Final Justice                    | 最後判決       | Derek Chiu                                                                  |                                                                             |
| 1998 | A Hero Never Dies                | 真心英雄       | Johnnie To                                                                  |                                                                             |
| 1998 | Expect the Unexpected            | 非常突然       | Patrick Yau                                                                 | Ghost-directed by Johnnie To.                                               |
| 1998 | The Longest Nite                 | 暗花           | Patrick Yau                                                                 | Ghost-directed by Johnnie To.                                               |
| 1999 | Where a Good Man Goes            | 再見阿郎       | Johnnie To                                                                  |                                                                             |
| 1999 | Running Out of Time              | 暗戰           | Johnnie To                                                                  |                                                                             |
| 1999 | The Mission                      | 鎗火           | Johnnie To                                                                  |                                                                             |
| 1999 | Sealed with a Kiss               | 甜言蜜語       | Derek Chiu                                                                  |                                                                             |
| 2000 | Help!!!                          | 辣手回春       | Johnnie To Wai Ka-Fai                                                       |                                                                             |
| 2000 | Needing You...                   | 孤男寡女       | Johnnie To Wai Ka-Fai                                                       |                                                                             |
| 2000 | Comeuppance                      | 天有眼         | Derek Chiu                                                                  |                                                                             |
| 2000 | Spacked Out                      | 無人駕駛       | Lawrence Ah Mon                                                             |                                                                             |
| 2001 | Fulltime Killer                  | 全職殺手       | Johnnie To Wai Ka-Fai                                                       |                                                                             |
| 2001 | Love on a Diet                   | 瘦身男女       | Johnnie To Wai Ka-Fai                                                       |                                                                             |
| 2001 | Running Out of Time 2            | 暗戰2          | Johnnie To Law Wing-Cheong                                                  |                                                                             |
| 2001 | Gimme Gimme                      | 愛上我吧       | Lawrence Ah Mon                                                             |                                                                             |
| 2001 | Wu yen                           | 鍾無艷         | Johnnie To Wai Ka-Fai                                                       |                                                                             |
| 2001 | Let's Sing Along                 | 男歌女唱       | Matt Chow                                                                   |                                                                             |
| 2002 | My Left Eye Sees Ghosts          | 我左眼見到鬼   | Johnnie To Wai Ka-Fai                                                       |                                                                             |
| 2002 | Fat Choi Spirit                  | 嚦咕嚦咕新年財 | Johnnie To Wai Ka-Fai                                                       |                                                                             |
| 2002 | Second Time Around               | 無限復活       | Jeffrey Lau                                                                 |                                                                             |
| 2003 | PTU                              | PTU            | Johnnie To                                                                  | Also known as PTU: Police Tactical Unit; start of the Tactical Unit series. |
| 2003 | Looking for Mr. Perfect          | 奇逢敵手       | Ringo Lam                                                                   |                                                                             |
| 2003 | Turn Left, Turn Right            | 向左走．向右走 | Johnnie To Wai Ka-Fai                                                       |                                                                             |
| 2003 | Running on Karma                 | 大隻佬         | Johnnie To Wai Ka-Fai                                                       | Also known as An Intelligent Muscle Man (大只佬/大块头有大智慧)             |
| 2003 | Love for All Seasons             | 百年好合       | Johnnie To Wai Ka-Fai                                                       |                                                                             |
| 2004 | Throw Down                       | 柔道龍虎榜     | Johnnie To                                                                  |                                                                             |
| 2004 | Breaking News                    | 大事件         | Johnnie To                                                                  |                                                                             |
| 2004 | Yesterday Once More              | 龍鳳鬥         | Johnnie To                                                                  |                                                                             |
| 2005 | Election                         | 黑社會         | Johnnie To                                                                  |                                                                             |
| 2006 | 2 Become 1                       | 天生一對       | Law Wing-Cheong                                                             |                                                                             |
| 2006 | Election 2                       | 黑社會以和為貴 | Johnnie To                                                                  | Also known as Triad Election                                                |
| 2006 | Exiled                           | 放‧逐          | Johnnie To                                                                  |                                                                             |
| 2007 | Triangle                         | 鐵三角         | Johnnie To Tsui Hark Ringo Lam                                              |                                                                             |
| 2007 | Hooked on You                    | 每當變幻時     | Law Wing-Cheong                                                             |                                                                             |
| 2007 | Eye in the Sky                   | 跟蹤           | Yau Nai-Hoi                                                                 |                                                                             |
| 2007 | Mad Detective                    | 神探           | Johnnie To Wai Ka-Fai                                                       |                                                                             |
| 2008 | Linger                           | 蝴蝶飛         | Johnnie To                                                                  |                                                                             |
| 2008 | Sparrow                          | 文雀           | Johnnie To                                                                  |                                                                             |
| 2008 | Tactical Unit – The Code         | 機動部隊─警例  | Law Wing-Cheong                                                             | Part of the Tactical Unit series.                                           |
| 2008 | Tactical Unit – No Way Out       | 機動部隊─絕路  | Lawrence Ah Mon                                                             | Part of the Tactical Unit series.                                           |
| 2008 | Tactical Unit – Human Nature     | 機動部隊─人性  | Andy Ng                                                                     | Part of the Tactical Unit series.                                           |
| 2009 | Tactical Unit – Comrades in Arms | 機動部隊─衕袍  | Law Wing-Cheong                                                             | Part of the Tactical Unit series.                                           |
| 2009 | Tactical Unit – Partners         | 機動部隊─伙伴  | Lawrence Ah Mon                                                             | Part of the Tactical Unit series.                                           |
| 2009 | Accident                         | 意外           | Soi Cheang                                                                  | Originally titled Assassins (暗殺)                                          |
| 2009 | Vengeance                        | 復仇           | Johnnie To                                                                  | Hợp tác giữa Pháp và Hồng Kông                                              |
| 2011 | Don't Go Breaking My Heart       | 單身男女       | Johnnie To                                                                  |                                                                             |
| 2011 | Punished                         | 報應           | Law Wing-cheong                                                             |                                                                             |
| 2011 | Life Without Principle           | 奪命金         | Johnnie To                                                                  |                                                                             |
| 2012 | Romancing in Thin Air            | 高海拔之戀II   | Johnnie To                                                                  |                                                                             |
| 2012 | Motorway                         | 車手           | Soi Cheang                                                                  |                                                                             |
| 2012 | Drug War                         | 毒戰           | Johnnie To                                                                  |                                                                             |
| 2013 | Blind Detective                  | 盲探           | Johnnie To                                                                  |                                                                             |
| 2013 | A Complicated Story              | 一個複雜故事   | Kiwi Chow                                                                   |                                                                             |
| 2014 | Don't Go Breaking My Heart 2     | 單身男女2      | Johnnie To                                                                  |                                                                             |
| 2015 | Office                           | 華麗上班族     | Johnnie To                                                                  |                                                                             |
| 2016 | Trivisa                          | 樹大招風       | Frank Hui Jevons Au Vicky Wong                                              |                                                                             |
| 2016 | Three                            | 三人行         | Johnnie To                                                                  |                                                                             |
| 2019 | Chasing Dream                    |                | Johnnie To                                                                  |                                                                             |
| 2022 | Septet: The Story of Hong Kong   |                | Johnnie To Sammo Hung Ann Hui Patrick Tam Yuen Woo-ping Ringo Lam Tsui Hark |                                                                             |
| 2023 | Mad Fate                         |                | Soi Cheang                                                                  |                                                                             |